# Technische Naturwissenschaftliche Mittelschule Polytechnische Schule St. Marienkirchen
Die Technische Naturwissenschaftliche Mittelschule Polytechnische Schule St. Marienkirchen (kurz TN²MS St. Marienkirchen) ist eine Mittelschule und Polytechnische Schule in St. Marienkirchen bei Schärding.

## Geschichte
Die TN²MS St. Marienkirchen entstand aus der seit 1973 bestehenden Hauptschule  St. Marienkirchen und nahm mit Beginn des Schuljahres 2012/2013 ihren Betrieb als Neue Mittelschule mit technisch-naturwissenschaftlichem Schwerpunkt auf.

## Architektur und Gebäude
Die TN²MS St. Marienkirchen befindet sich, ebenso wie ihre Vorgängerinstitution, seit ihrer Gründung in den Gebäuden des Schulzentrums St. Marienkirchen, welches 1972 bis 1977 nach Plänen von Gustav Aduatz erbaut wurde. Das Schulzentrum wurde 2009 bis 2014 einer Generalsanierung unterzogen, deren Kosten sich auf 4,5 Millionen Euro beliefen. Die mehrjährige Bauzeit kam zustande, weil für die Baumaßnahmen immer nur die Zeit der Sommerferien zur Verfügung stand.

## Pädagogische Arbeit, Ausstattung und Angebote
Die TN²MS St. Marienkirchen hat acht Klassen und 158 Schüler der 5. bis 8. Schulstufe und drei Klassen mit 53 Schülern der 9. Schulstufe (Stand: 2014/15).
Im Jahr 2016 wurde die Schule mit dem Österreichischen Schulpreis in der Kategorie Innovative Lernsettings mit dem 3. Platz ausgezeichnet.